# Anarrhichthys ocellatus
Anarrhichthys ocellatus is een soort zeewolf die voorkomt in het noorden van de Grote Oceaan, de Zee van Ochotsk en van de Aleoeten tot aan Californië.

## Kenmerken
Deze zeewolf heeft een meer langgerekte vorm dan de zeewolven van het geslacht Anarhichas. De kleur is meestal grijs of bruin, soms groen. Op de flanken hebben ze lichtomrande, donkere, ovale vlekken. Jonge vissen zijn vaak oranje gekleurd. Deze zeewolf heeft geen buikvinnen. Net als de andere zeewolven heeft Anarrhichthys ocellatus relatief lange grijptanden en korte stompe maaltanden om schelpdieren mee te kraken.

## Leefwijze
Hij voedt zich hoofdzakelijk met schelpdieren en andere ongewervelde dieren en ook vissen. Overdag houdt de vis zich schuil in een rotsspleet en 's nachts gaat hij foerageren. Deze zeewolf is zeer plaatstrouw. Verder zijn er aanwijzingen dat deze vis monogaam is waarbij beide ouders hun broedplek bewaken (uitzonderlijk bij vissen).

## Verspreiding en leefgebied
De soort komt voor in het noorden van de Grote Oceaan, de Zee van Ochotsk en van de Aleoeten tot aan Californië
A. ocellatus leeft aan rotsachtige kusten op een diepte tot 220 meter onder het wateroppervlak.